# Schubertelloidea
Schubertelloidea es una superfamilia de foraminíferos cuyos taxones se han incluido tradicionalmente en la superfamilia Fusulinoidea, del suborden Fusulinina y del orden Fusulinida. Su rango cronoestratigráfico abarca desde el Moscoviense (Carbonífero superior) hasta el Pérmico superior.

## Discusión
Clasificaciones más recientes incluyen Schubertelloidea en la subclase Fusulinana de la clase Fusulinata.

## Clasificación
Schubertelloidea incluye a la siguiente familia:
- Familia Schubertellidae